# Кресненски пролом
Кресненският пролом, още Кресненското дефиле или Кресненската клисура, е осмият поред пролом по течението на река Струма, Западна България, между Малешевска планина на запад и Пирин на изток в Община Симитли и Община Кресна, област Благоевград. Свързва Симитлийската котловина на север със Санданско-Петричката котловина на юг.

## Географско описание
Проломът е с епигенетичен произход и е с дължина около 18 km, а средната му надморската височина е около 222 m. Той е тесен, живописен, със стръмни склонове, всечен дълбоко в гранити и метаморфни скали, от които е изграден Кресненският планински праг между Пирин и Малешевска планина. По всечените меандри на реката са запазени фрагменти от високи речни тераси.
Започва източно от село Крупник на 279 m н.в. и се насочва право на юг. В района на Кресненското ханче е приблизителната среда на пролома, като тук надморската височина на водното ниво е около 222 m. След него река Струма прави забележителни меандри и при град Кресна излиза от пролома на 168 m н.в. и навлиза в най-северната част на Санданско-Петричката котловина.

## Туризъм
В южната част на пролома, по двата бряга на Струма, е разположен резерватът Тисата, който опазва единственото в България компактно находище на дървовидна хвойна. В климатично отношение тук минава границата между средиземноморския и средноевропейския климат, което прави възможна появата на това място на огромно разнообразие от животински и растителни видове, голяма част от които ендемични или реликтни. Много от тези видове са включени в Червената книга на България и са изрично споменати в Европейските закони и конвенции за защита на природното наследство. Същевременно Кресненският пролом представлява коридор за миграция на едри бозайници между планините на Балканския полуостров. През пролома преминава една от главните въздушни магистрали за миграция на прелетните птици от Европа към Африка – Виа Аристотелис.
Буйните води на река Струма в района на Кресненския пролом предоставят добри условия за рафтинг.

## Транспорт
По цялото протежение на пролома от север на юг преминава участък от 23,1 km от първокласния Републикански път I-1 Видин – Монтана – Враца – София – Перник – Благоевград – ГКПП Кулата - Промахон (от km 383,3 до km 406,4).
Успоредно на шосето изцяло по левия (източен) долинен склон преминава и участък от около 20 km от трасето на жп линията София – Благоевград – Кулата, по която пътуването е особено забележително с множеството мостове над малките, леви притоци на Струма и изградените осем тунела, които „секат“ меандрите ѝ.

## Топографска карта
- Лист от карта K-34-83. Мащаб: 1 : 100 000.